# Cyclopina pontica
Cyclopina pontica – gatunek widłonoga z rodziny Cyclopinidae. Nazwa naukowa tego gatunku skorupiaków została opublikowana w 1977 roku przez ukraińskiego zoologa Władysława Monczenkę.